# Viktor (film)
Pour les articles homonymes, voir Viktor.
Pour plus de détails, voir Fiche technique et Distribution.
Viktor est un film franco-russe réalisé par Philippe Martinez, sorti en 2014.

## Synopsis
Viktor Lambert revient à Moscou après sept années passées en prison en France. En Russie, cet ancien voleur d'œuvres d'art va chercher à élucider le meurtre de son fils, avec l'aide de sa compagne Alexandra et de son ancien complice tchétchène, Souliman.

## Fiche technique
- Titre : Viktor
- Titre de travail : Turquoise
- Réalisation et scénario : Philippe Martinez
- Photographie : Jean-François Hensgens
- Montage : Thomas Fernandez
- Assistant réalisateur : Jérôme Zajdermann
- Son : Samuel Cohen, Dominique Gaborieau, Matthieu Tibi
- Musique : Frédéric Dunis
- Post-production : David Frilley
- Maquillage : Emmanuel Pitois
- Effets visuels : Pascal Nowak
- Producteurs : Arnaud Frilley, Alberto Abraham Amar
- Société de production : B-Tween ( France), Kapara pictures ( Russie)
- Société de distribution : Kanibal films
- Genre : thriller
- Dates de sortie : 
  - Russie : 4 septembre 2014
  - États-Unis : 24 octobre 2014
  - France : inédit

## Distribution
- Gérard Depardieu : Viktor Lambert
- Elizabeth Hurley : Alexandra Ivanov
- Eli Danker : Souliman
- Marcello Mazzarella : Martelli
- Polina Kuzminskaya (ru) : Katerina
- Marika Gvilava : Tatiana
- Evgeniya Akhremenko : Plutova
- Jean-Baptiste Fillon : Jérémy
- Paul Fargier : Hayak

## Accueil
Lancé aux États-Unis dans une dizaine de salles, le film est un échec commercial.